# Florencio Flores Aguilar
O coronel Florencio Flores Aguilar foi um oficial do exército panamenho.
Flores serviu como comandante da Guarda Nacional do Panamá, após a morte do general Omar Torrijos em julho de 1981. O coronel Florencio Flores assumiu o comando das Forças Armadas do Panamá, mas foi substituído em março de 1982 pelo general Rubén Darío Paredes.